# Wladimir Anatoljewitsch Breschnew
Wladimir Anatoljewitsch Breschnew (russisch Владимир Анатольевич Брежнев; * 5. März 1935 in Moskau, Russische SFSR; † 20. März 1996) war ein russischer Eishockeyspieler.

## Karriere
Während seiner sowjetischen Zeit spielte der Verteidiger bei HK ZSKA Moskau. Insgesamt erzielte er 45 Tore in 350 Spielen in der sowjetischen Liga. Schon früh wurde er in das Team der sowjetischen Eishockeynationalmannschaft berufen. Am 25. November 1960 stand er in einem Spiel gegen Kanada zum ersten Mal für die Sbornaja auf dem Eis. Seine internationale Karriere wurde mit der Goldmedaille bei der Eishockey-Weltmeisterschaft 1965 gekrönt. Für die Nationalmannschaft erzielte er 17 Tore in 57 Länderspielen.
1965 wurde er in die „Russische Hockey Hall of Fame“ aufgenommen. Am 6. Dezember 1967 bestritt er sein letztes Länderspiel.